# Solidus (thermodynamica)

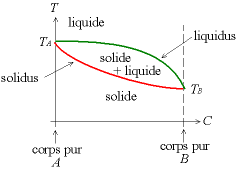
De solidus (rood) in het T,x-diagram

De solidus is in de thermodynamica een lijn in een fasediagram, die temperaturen en drukken met elkaar verbindt waar een vaste oplossing zich geheel in de vaste fase bevindt. Het is de  scheidingslijn tussen de vaste fase en vaste-vloeibare fase in een fasediagram. Dit is een veelgebruikt concept in de materiaalkunde.
Aangezien temperatuur normaal gesproken op de verticale as staat, betekent dit dat het gebied boven de solidus geheel of partieel gesmolten is, terwijl er onder de solidus geen smelt (gesmolten massa) meer voorkomt.